# Pádel en los Juegos Europeos de Cracovia 2023
El pádel en los III Juegos Europeos se realizó en la plaza principal de Cracovia (Polonia) del 21 al 25 de junio de 2023.
Fueron disputados en este deporte tres torneos diferentes, el masculino, el femenino y el de dobles mixto.

## Medallistas
| Evento                  | Oro                                        | Plata                                       | Bronce                                         |
| ----------------------- | ------------------------------------------ | ------------------------------------------- | ---------------------------------------------- |
| Masculino (25 de junio) | Daniel Santigosa · David Gala · España     | Alonso Rodríguez · Pablo García · España    | Afonso Fazendeiro · Miguel Oliveira · Portugal |
| Femenino (25 de junio)  | Carolina Orsi · Giorgia Marchetti · Italia | Marta Barrera · Marta Caparrós · España     | Chiara Pappacena · Giulia Sussarello · Italia  |
| Mixto (25 de junio)     | Noa Cánovas · Daniel Santigosa · España    | Giulia Sussarello · Marco Cassetta · Italia | Araceli María Martínez · David Gala · España   |

## Medallero
| Núm. | País     | Oro | Plata | Bronce | Total |
| ---- | -------- | --- | ----- | ------ | ----- |
| 1    | España   | 2   | 2     | 1      | 5     |
| 2    | Italia   | 1   | 1     | 1      | 3     |
| 3    | Portugal | 0   | 0     | 1      | 1     |
|      | TOTAL    | 3   | 3     | 3      | 9     |